# Microleptinae
Microleptinae  (лат.) — подсемейство наездников семейства Ichneumonidae. Распространены в Голарктике.

## Описание
Как правило мелкие наездники, длина передних крыльев около 4-5 мм. Жвалы с двумя зубцами. Наличник отделён от лица канавкой. Эндопаразитоиды личинок двукрылых мух-львинок Stratiomyidae (Diptera).

## Систематика
Мировая фауна включает 2 рода и 14 видов, в Палеарктике — 2 рода и 13 видов. Фауна России включает 1 род и 10 видов наездников-ихневмонид этого подсемейства.
Систематическое положение среди других ихневмонид неясное. Иногда в эту группу включают роды из подсемейства Orthocentrinae и Oxytorus (Oxytorinae).
- Род Microleptes Gravenhorst, 1829, представленный в Европе 3-4 видами.[5]